# Turbulencja (film)
Turbulencja – amerykański thriller z 1997 roku

## Fabuła
Seryjny morderca Ryan Weaver (Liotta) jest transportowany rejsowym samolotem Boeing 747. Inny więzień, Stubbs (Gleeson), zabija transportujących ich policjantów. Ostatecznie, Weaver zabija Stubbsa i przejmuje kontrolę nad samolotem. Zamyka pasażerów w obszarze dla obsługi i zostaje sam na sam ze stewardesą Teri Halloran (Holly). Halloran musi bezpiecznie sprowadzić samolot na ziemię, jednocześnie trzymając się z dala od Weaver'a.

## Obsada
- Ray Liotta – Ryan Weaver
- Lauren Holly – Teri Halloran
- Brendan Gleeson – Stubbs
- Hector Elizondo – Lt. Aldo Hines
- Jeffrey DeMunn – Brooks

## Błędy w filmie
- W wieży ktoś mówi, że chodzi o samolot Boeing 747-200. Później ktoś pociesza Halloran, że ma do czynienia z nowoczesnym samolotem. Ale 747-200 przestano produkować w 1990, a film jest z 1997 roku.